# Soedan op de Olympische Zomerspelen 2024
Soedan nam deel aan de Olympische Zomerspelen 2024 in Parijs.

## Aantal Deelnemers
Hieronder volgt een overzicht van de atleten die zich gekwalificeerd hebben voor de Olympische Zomerspelen van 2024.
| Sport    | Mannen | Vrouwen | Totaal |
| -------- | ------ | ------- | ------ |
| Atletiek | 1      | 0       | 1      |
| Roeien   | 1      | 0       | 1      |
| Zwemmen  | 1      | 1       | 2      |
| Totaal   | 3      | 1       | 4      |

## Deelnemers en resultaten

### Atletiek

#### Loopnummers
Mannen
| atleet         | onderdeel | series | series | herkansingen | herkansingen | halve finale | halve finale | finale     | finale |
| atleet         | onderdeel | tijd   | rang   | tijd         | rang         | tijd         | rang         | tijd       | rang   |
| -------------- | --------- | ------ | ------ | ------------ | ------------ | ------------ | ------------ | ---------- | ------ |
| Yaseen Abdalla | marathon  | n.v.t. | n.v.t. | n.v.t.       | n.v.t.       | n.v.t.       | n.v.t.       | 2.11.41 NR | 33     |

### Roeien
Mannen
| atleet        | onderdeel | series  | series | herkansingen | herkansingen | kwartfinale    | kwartfinale    | halve finale | halve finale | finale  | finale |
| atleet        | onderdeel | tijd    | rang   | tijd         | rang         | tijd           | rang           | tijd         | rang         | tijd    | rang   |
| ------------- | --------- | ------- | ------ | ------------ | ------------ | -------------- | -------------- | ------------ | ------------ | ------- | ------ |
| Abdalla Ahmed | skiff     | 7.46,45 | 6 H    | 7.55,79      | 5 HE/F       | niet geplaatst | niet geplaatst | 8.10,68      | 5 FF         | 7.38,51 | 33     |

Legenda: FA=finale A (medailles); FB=finale B (geen medailles); FC=finale C (geen medailles); FD=finale D (geen medailles); FE=finale E (geen medailles); FF=finale F (geen medailles); HA/B=halve finale A/B; HC/D=halve finale C/D; HE/F=halve finale E/F; KF=kwartfinale; H=herkansing

### Zwemmen
Mannen
| Atleet       | Onderdeel     | Series  | Series | Halve finale   | Halve finale   | Finale         | Finale         |
| Atleet       | Onderdeel     | Tijd    | Rang   | Tijd           | Rang           | Tijd           | Rang           |
| ------------ | ------------- | ------- | ------ | -------------- | -------------- | -------------- | -------------- |
| Ziyad Saleem | 200 m rugslag | 2.01,44 | 27     | Niet geplaatst | Niet geplaatst | Niet geplaatst | Niet geplaatst |

Vrouwen
| atlete         | onderdeel        | series  | series | halve finale   | halve finale   | finale         | finale         |
| atlete         | onderdeel        | tijd    | rang   | tijd           | rang           | tijd           | rang           |
| -------------- | ---------------- | ------- | ------ | -------------- | -------------- | -------------- | -------------- |
| Rana Saadeldin | 100 m vrije slag | 1.04,72 | 29     | niet geplaatst | niet geplaatst | niet geplaatst | niet geplaatst |